# Atopomesus
Genre
Atopomesus est un genre de poissons téléostéens de la famille des Characidae et de l'ordre des Characiformes. Le genre Atopomesus est mono-typique, c'est-à-dire qu'il n'est composé que d'une seule espèce, Atopomesus pachyodus.

## Liste d'espèces
Selon FishBase (8 juin 2015) :
- Atopomesus pachyodus Myers, 1927